# きっとしあわせ
「きっとしあわせ」は、しゅうさえこの楽曲及びシングル。1993年12月15日発売。

## 概要
作詞：しゅうさえこ、作曲：杉本真人、編曲：赤坂東児。
子育てで忙しい時期の母親への応援歌として書かれた。曲名の「きっとしあわせ」は、「自分でも確信できないけれど、きっとそうだと信じる気持ち」を示しているという。
NHKの『みんなのうた』で、1993年12月 - 1994年1月に放送された。作詞と歌のしゅうさえこは、NHKの『おかあさんといっしょ』の14代目うたのおねえさんで、1983年の番組卒業からおよそ11年を経て『みんなのうた』初登場。
歌詞のフレーズが主に女性からの共感を集め、当時NHKにはほぼ1日おきにCDや譜面の問い合わせ電話がかかってきたほどであった。その後、結婚式でも歌われる愛唱歌となった。

## シングル収録曲
1. きっとしあわせ
作詞：しゅうさえこ、作曲：杉本眞人、編曲：赤坂東児
2. エアロビ・ママ
作詞：しゅうさえこ、作曲・編曲：赤坂東児
3. きっとしあわせ（オリジナル・カラオケ）
4. きっとしあわせ（NHK放送ヴァージョン）

「きっとしあわせ」「エアロビ・ママ」の2曲とも、1995年4月26日発売のしゅうさえこのアルバム『夢のはじまり〜きっとしあわせ』に収録された。

## カバー
きっとしあわせ
- 福見安子（日本コロムビア版カバー音源。1994年4月21日発売『NHKみんなのうた/きっとしあわせ』）
- 塩野雅子（キングレコード版カバー音源。1994年6月22日発売『NHKみんなのうたよりVOL.31〜きっとしあわせ〜』）